# Fondaquelés
Fondaquelés (fondaqueleses en plural, singular fondachelese y plural fondachelesi en italiano) o fantinés (fantineses en plural, singular fantinese y plural fantinesi en italiano) es el gentilicio de los habitantes de Fondachelli-Fantina, municipio o comune pequeño de la Provincia de Mesina en la región italiana de Sicilia.
- Datos: Q5863546